# Филькевич, Игорь Александрович
Игорь Александрович Филькевич (род. 30 июня 1966, Москва) — доктор экономических наук, профессор, ведущий специалист Российского университета дружбы народов имени Патриса Лумумбы, член-корреспондент Российской Академии Естествознания, действительный член Общественной академии наук геоэкономики и глобалистики, эксперт РСПП, член рабочей группы Евразийской экономической комиссии, советник Председателя правления Финансово-бизнес ассоциации Евроазиатского сотрудничества, член Совета Московского областного регионального отделения Российского общества «Знания».

## Биография
Родился 30 июня 1966 года в Москве. Женат, имеет двоих детей.
В 1983 году окончил среднюю школу № 19 в Минске. В 1987 году окончил с отличием Белорусский государственный институт народного хозяйства им. В. В. Куйбышева г. Минск.
В 1992 году защитил кандидатскую диссертацию по специальности 08.00.01 Политэкономия на тему: «Хозрасчетные отношения по воспроизводству основных производственных фондов» в Институте экономики Академии наук Беларуси.
С 1987 по 1994 годы — научный сотрудник Института экономики НАН Беларуси.
С 1994 по 2003 года — профессор кафедры мировой экономики Белорусского государственного экономического университета.
С 2000 по 2002 годы — ведущий научный сотрудник НИЭИ Минэкономики Республики Беларусь (по совместительству).
В 2002 году — ведущий научный сотрудник ВНИИВС Минэкономразвития и торговли России.
В 2002—2003 годах — главный научный сотрудник Института проблем рынка РАН.
В 2003—2004 годах — доцент кафедры мировой экономики Государственного университета управления.
В 2004—2007 годах — заместитель декана по научной работе, доцент РГСУ.
В 2007 году — советник Постоянного Комитета Союзного государства.
В 2007—2008 годах — заместитель начальника управления инновационных СПР программ в РГСУ.
В 2008—2010 годах — профессор кафедры мировой экономики и международного бизнеса Финансового университета при Правительстве Российской Федерации.
В 2010 году Игорь Филькевич защитил докторскую диссертацию по специальности 08.00.14 Мировая экономика по теме: «Приоритеты экономического сотрудничества в рамках Союзного государства» в Финансовой академии при Правительстве РФ.
В 2010—2011 годах стал профессором кафедры ВЭД и международный бизнес Дипломатической академии МИД РФ.
В 2012—2016 годах — директор Института международного интеграционного сотрудничества при Международном университете в Москве.
В 2013 году стал профессором ВАК по кафедре «экономика и финансы» в Международном университете в Москве.
В 2016—2023 годах — профессор кафедры экономической теории и менеджмента Московского педагогического государственного университета.
В 2017—2022 годах выступил по приглашению университетов с открытыми лекциями по проблемам интеграции: Белорусский государственный экономический университет (Беларусь), Гомельский государственный университет им. Ф. Скорины (Беларусь), Евразийский национальный университет им. Л. Н. Гумилева (Казахстан).
В 2020—2023 годах — профессор Московского государственного института международных отношений (университет) Министерства иностранных дел Российской Федерации (по совместительству).
C 2020 года — ведущий специалист Российского университета дружбы народов имени Патриса Лумумбы.
С 2022 года член-корреспондент Российской академии естествознания.
С 2022 года — советник Председателя правления Финансово-бизнес ассоциации Евроазиатского сотрудничества.
С 2023 года член Совета Московского областного регионального отделения Российского общества «Знания».
С 2023 года академик Российской академии естествознания по секции Экономика. Также избран член-корреспондентом Российской академии естественных наук по секции глобалистики и методологии науки.

## Проекты
В 1989 принимал участие в организации и проведении выборов в народные депутаты СССР.
В 1990 году участвовал в создании добровольного общественного объединения Союза арендаторов и предпринимателей, а ныне Бизнес союза предпринимателей и нанимателей имени профессора М. С. Кунявского (БСПН).
С 1993 года принимает участие в реализации интеграционных процессов на постсоветском пространстве:
- Принимал участие в разработке 11 международных программ, модельных законов, договоров, соглашений, технических регламентов СНГ, ЕврАзЭС, ЕАЭС; 16 стратегий и инвестиционных программ на федеральном, национальном и региональном уровнях в России, Беларуси, Украины и Казахстана[3][5].
- В 1999 году входил в число разработчиков Национальной программы развития экспорта Республики Беларусь на 2000—2005 годы[3].
- По линии СНГ: участие международным наблюдателем от миссии СНГ на выборах президентов Казахстана 2016[8] и 2019 годах[9], эксперт по подготовке ряда модальных законов СНГ и Межгосударственной программы инновационного сотрудничества государств — участников СНГ на период до 2030 года.
- По линии Союзного государства России и Беларусь: подготовка соглашений Союзного государства России и Беларусь, подписанных в марте-декабре 2007 года, выполнение НИР[1].
- По линии ЕАЭС: участие в рабочих группах по разработке 5 технических регламентов ЕврАзЭС в 2008—2014 годах и 1 технического регламента ЕАЭС, работа в экспертных Советах, выполнение 7 НИР по заказу ЕЭК[1].
- Принимал участие в подготовке 24 законодательных инициатив Государственной думой и Совета Федерации Федерального Собрания Российской Федерации[5].
- Принимал участие в выполнении 54 НИР в России и Беларуси[2].

Принимал участие в преподавании программ MBA и DBA в МГИМО, РАНХиГС, Международном университете в Москве, РГУ нефти и газа им. И. М. Губкина, Финансовом университете при Правительстве Российской Федерации, Российском экономическом университете имени Г. В. Плеханова, БГЭУ. Читал лекции и проводил мастер-класс в МПГУ для администрации КПК КНР в рамках международного договора.
По заказу торгово-промышленной палаты Российской Федерации, Российского союза промышленников и предпринимателей, Деловой России, Опора, Российского агентства поддержки малого и среднего бизнеса, Национальной палаты предпринимателей Республики Казахстан «Атамекен», Бизнес союза предпринимателей и нанимателей им. профессора М. С. Кунявского, Правительства Оренбургской, Томской, Омской, Ярославской, Калужской и Ивановской областей принимал участие в организации и проведении мероприятий для бизнеса в области международного и инвестиционного сотрудничества, таможенного регулирования, корпоративного управления и инновационного развития региона.
С 2023 года выступает с лекциями по линии Российского общества «Знания». Принял участие в более 200 международных конференциях, форумах и симпозиумов в качестве докладчика, модератора и члена организационного комитета.
Автор более 250 научных статей общим объёмом более 500 п.л., в том числе 19 монографий. Работы опубликованы в России, Беларуси, Казахстане, Болгарии, Украине, Турции, Азербайджане, Малайзии, США, Туркменистане. Основные направления научной деятельности: международная интеграция, реализация международных бизнес-проектов, разработка стратегических программ развития стран и регионов, корпоративное управление.

## Награды
- В 1989 году получил благодарность за активное участие в организации и проведении выборов в народные депутаты СССР[1][5].
- В 2000—2001 году награждён Президентской стипендией Президента Республики Беларусь за выдающиеся научные достижения в области исследования мировой экономики и интеграционных процессов.
- В 2002 году награждён Почетной грамотой Министерства образования Республики Беларусь за руководство научными исследованиями.
- В 2011 году отмечен благодарностью Аналитического центра при Правительстве Российской Федерации.
- В 2014 году отмечен благодарностью Аналитического центра при Правительстве Российской Федерации.
- В 2019 году за большой вклад в подготовку китайских студентов в России отмечен благодарностью Чрезвычайного и Полномочного Посла КНР в РФ.
- В 2022 году присвоено почётное звание «Основатель научной школы»: Приоритеты регионального интеграционного сотрудничества.
- В 2022 году отмечен благодарностью ректора МПГУ за добросовестный плодотворный труд на благо университета.
- В 2022 году награждён орденом BRICS International Forum «Vision for Future».

## Увлечения
В период с 1992 года по 2003 годы Филькевич Игорь вёл рубрики здорового образа жизни в газетах: АиФ «Здоровье», Республика, Советская Беларусь, Народная газета, в журнале School of Metaphysics Associates Journal (США) и других. Было издано 9 книг по проблемам здоровья человека по его оздоровительным методикам.

## Научные работы

### Монографии
1. Влияние санкционных мер на устойчивое развитие российской экономики с учётом интеграционных процессов // Глобальные экономические тренды и позиция России — Москва: Издательский дом «Научная библиотека», 2022. — 265с.- С.176-181.
2. Концепции и формы региональной интеграции в Восточной Азии // Глобальная экономика: Северо-Восточная Азия как центр перемен — М.: ФГБОУ ВО «РЭУ им. Г. В. Плеханова», 2022 — 348с. — С.168 −180.
3. Теоретико-методологические подходы к оценке эффективности интеграции в международной экономике // Современные направления и тенденции развития экономики: избранные труды. — М.: ПЕРО, 2022 — 362с. — С.93 — 109.
4. Приоритеты инновационного развития экономики в странах ЕАЭС // Новая парадигма развития международных экономических отношений: вызовы и перспективы для России Москва: МГИМО (университет), 2022. — 406 с. — С. 323—330.
5. Political Economy of Education in Post-Soviet Eurasia // Handbook of Eurasian Political Economy — Moscow: Aspect Press Ltd., 2022. — 316 p.
6. Человеко-ориентированное и социальное государство в странах ЕАЭС: проблемы и перспективы развития — Мн.: Право и экономика, 2022 — 372с.[10]
7. Приоритеты развития экономики Китая: новые реалии // Китай в мировой экономике и международном бизнесе. — М: ФГБОУ ВО «РЭУ им. Г. В. Плеханова», 2019. −252 с. — С. 61-64.
8. Экономика Республики Беларусь / Экономика и политика постсоциалистических государств: опыт трансформации. Том 2 — М.: Вече, 2017—520 с. — С.160-191.
9. Теоретико-методологические подходы к оценке эффективности интеграции в глобальной экономике // Развитие теоретической экономики: актуальные вопросы и методические подходы — М.: АПКиППРО,2015. — 177с.
10. Филькевич И. А. Глобальные вызовы современной России — LAP Lambert Academic Publishing, 2012. — 324с.[11]
11. Филькевич И. А. Перспективы развития экономического потенциала Содружества Независимых Государств — Москва: Экон-Информ, 2011. — 293 с.
12. Филькевич И. А. Приоритеты экономической интеграции 2030. Союзное государство России и Беларуси — Москва: Экон-Информ, 2008. — 512 с.
13. Приоритеты развития регионального сотрудничества в рамках Союзного государства Российской Федерации и Республики Беларусь // Интеграционные процессы в странах СНГ: тенденции, проблемы и перспективы — Москва: Финакадемия, 2008. — 285 с.
14. Проблемы формирования ювенальной юстиции в России — СПб.: НОК «Российская семья», Ин-т комплексных прогнозов и мониторинга «Северо-Запад», 2007—140 с.
15. Филькевич И. А. Новая эра. Глобализация и Россия: история, реалии, перспективы: монография. — Москва: Изд-во МГИПК и ПК, 2006. — 303 с.
16. Глобализация: Россия и ВТО — М.: Издательство РАГС, 2005. −312 с. — С. 223—229.
17. Social Science and Social Education: Annual collection — M.: Publishing House, 2005 — P. 29 — 32.
18. Филькевич И. А. Формирование государственных приоритетов Республики Беларусь во внешнеэкономической деятельности. Монография — Мн., 1999. — 282 с.
19. Основные положения Национальной программы развития экспорта Республики Беларусь на 2000—2005 годы — Мн.: Министерство иностранных дел Республики Беларусь, Институт экономики НАН Беларуси, 2000. — 172 с.

### Учебные пособия
1. Интеграционное сотрудничество на пространстве СНГ и позиции России // Международные экономические отношения: учебное пособие для студентов бакалавриата / под редакцией доктора экономических наук, профессора И. Н. Платоновой; Московский государственный институт международных отношений (университет) Министерства иностранных дел Российской Федерации, кафедра международных экономических отношений и внешнеэкономических связей имени Н. Н. Ливенцева. — Москва: МГИМО-Университет, 2021. — 399, [1] с. — С. 325—346.
2. Государственная поддержка экспортноориентированных предприятий. КУРС 1 Введение в экспорт: жизненный цикл экспортного проекта. (Программа дополнительного профессионального образования «Организация экспортной деятельности российских предприятий». Лекционные материалы для тренеров) — М.: АО «Российский экспортный центр», 2016—107 с.
3. Филькевич И. А. Экономика стран СНГ: учебное пособие для студентов и магистрантов высших учебных заведений, обучающихся по специальностям «Мировая экономика», «Национальная экономика» / И. А. Филькевич. — Москва: Экон-Информ, 2011. — 327 с.
4. Филькевич И. А. Внешнеэкономическая политика государства: учебное пособие для высших учебных заведений — Гомель: Белорусский торгово-экономический университет потребительской кооперации, 2002. — 383 с.[12]

### Поэзия
C 2015 года член Российского творческого союза работников культуры.
Опубликованы стихи в сборниках Министерства иностранных дел Российской Федерации и Финансового университета при Правительстве Российской Федерации.
1. Живительный исток: [Стихи] / Игорь Филькевич. — Минск, 1999[13].
2. Исповедь: [стихи] / Игорь Филькевич. — Минск, 1993[14].